# 迪克·泰勒
迪克·泰勒（英語：Dick Tayler，1948年8月12日—），新西兰男子田径运动员。他曾代表新西兰参加1970年和1974年英联邦运动会田径比赛，获得一枚金牌。他也曾参加1972年夏季奥运会。